# Cap-Haïtien
Cap-Haïtien (haitsky Kap Ayisien, v hovorové řeči zkráceně Le Cap) je přístavní město na severním pobřeží Haiti, administrativní centrum departementu Nord. Leží na úpatí hory Morne Jean při ústí řeky Rivière Haut-du-Cap do zálivu Baie de l'Acul. Podle odhadů v něm žije okolo dvou set tisíc obyvatel a je největším městem mimo aglomeraci hlavního města Port-au-Prince.

## Historie
Domorodci lokalitu nazývali Guárico, v roce 1492 v blízkosti moderního města Kryštof Kolumbus založil La Navidad, první evropskou osadu na americkém kontinentu. V roce 1670 zde Francouzi vybudovali město nazvané Cap‑Français, které v roce 1711 učinili metropolí kolonie Saint-Domingue. Pro svou výstavnost a bohatý společenský život tehdy bylo Cap‑Français nazýváno „antilská Paříž“. Na tyto doby upomíná soubor staveb v okolí, které jsou pod názvem Národní historický park chráněny jako Světové dědictví. V roce 1770 byla nicméně správa kolonie přesunuta do Port-au-Prince. Roku 1791 zde propuklo povstání otroků proti koloniální nadvládě a v roce 1803 proběhla nedaleko bitva u Vertières, která rozhodla o nezávislosti Haiti. V letech 1811 vyhlásil Henri Christophe na severu ostrova Haitské království, jehož hlavním městem bylo Cap-Haïtien, které nazval podle sebe Cap‑Henri; od roku 1820 je město znovu součástí haitského státu. V květnu roku 1842 bylo vážně poškozeno zemětřesením, které si vyžádalo okolo pěti tisíc obětí. Naproti tomu při zemětřesení na Haiti 2010 bylo ušetřeno a zdejší přístav a letiště byly využívány k distribuci humanitární pomoci do postižených částí země.